# Saint-Denis-de-Villenette
Saint-Denis-de-Villenette település Franciaországban, Orne megyében. Lakosainak száma 144 fő (2018. január 1.). Saint-Denis-de-Villenette La Baroche-sous-Lucé, Beaulandais, Loré és Sept-Forges községekkel határos.

## Népesség
A település népessége az elmúlt években az alábbi módon változott:
| Lakosok száma | 200  | 194  | 175  | 140  | 111  | 141  | 154  | 146  | 146  | 144  |
|               | 1962 | 1968 | 1975 | 1982 | 1990 | 2008 | 2013 | 2015 | 2017 | 2018 |